# Rachel Yanait Ben-Zvi
Rachel Yanait Ben-Zvi (em hebraico: רחל ינאית בן-צבי) (Malyn, maio de 1886 – Jerusalém, 16 de novembro de 1979) foi uma autora e educadora israelense, importante figura do sionismo trabalhista e esposa do segundo presidente de Israel, Yitzhak Ben-Zvi.

## Biografia
Rachel Yanait nasceu Golda Lishansky na cidade de Malyn, Radomyslsky Uyezd da província de Kiev do Império Russo (atual Ucrânia). Quando adolescente, em Kiev, ela se juntou ao recém-formado partido marxista/sionista clandestino, Poale Zion. Durante seus estudos, ela se sustentava dando aulas de hebraico. Em 1904, ela estava entre um grupo de 16 jovens presos após uma reunião clandestina. Ficou detida por vários meses na prisão de Lukyanivska por ser judia em Kiev sem autorização.
No ano seguinte, enquanto estudava agricultura na França, ela foi escolhida delegada do Poale Zion de Malyn para o Sétimo Congresso Sionista em Basileia. Após o Congresso, ela acompanhou Ber Borochov em uma visita ao líder da Organização Sionista Alemã em Berlim, Dr. Arthur Hantke. Eles o convenceram a financiar a compra de algumas armas que foram contrabandeadas na volta para Kiev.
Em 1908, ela emigrou para a Palestina, então sob o domínio do Império Otomano. Foi uma das fundadoras do Poale Zion na Palestina. Em Jerusalém, deu aulas sobre Josefo no ginásio hebraico. No ano seguinte, ela e Yitzhak Ben Zvi participaram da primeira reunião do Hashomer, a milícia clandestina judaica. Em 1911, começou a estudar agricultura na Universidade de Grenoble. Após se formar, retornou à Palestina. Durante a Primeira Guerra Mundial, ela foi a única líder de Poale Zion que permaneceu na Palestina. Após a guerra, mudou seu nome para Yanait, em homenagem ao rei asmoneu Alexander Yannai. Em 1918, ela se casou com Ben-Zvi, líder do Poale Zion e cofundador do Hashomer. Eles tiveram dois filhos juntos.

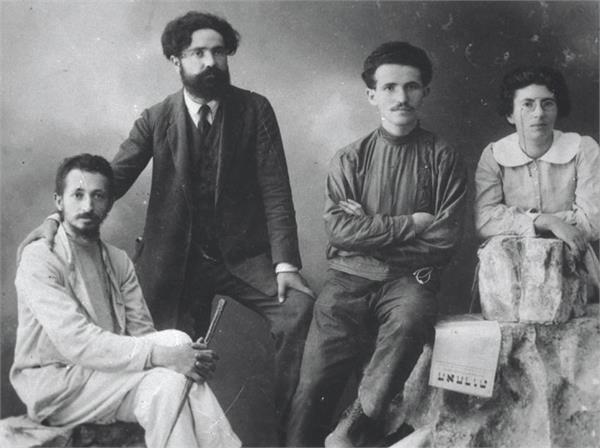
Ben Zvi, Zerubavel, Ben Gurion e Yanait Ben Zvi em 1911

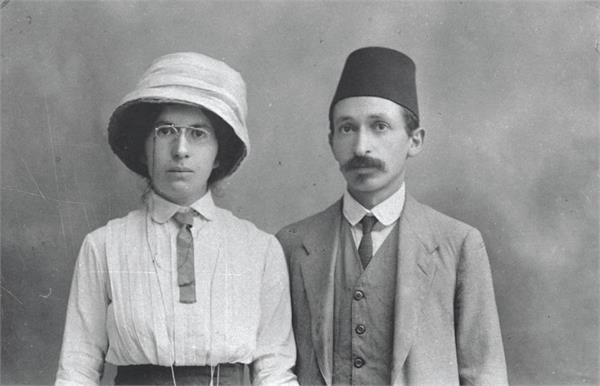
Rachel Yanait e Yitzhak Ben Zvi em 1913

Após a Primeira Guerra Mundial, ela fundou a "Fazenda Educacional" em Jerusalém; uma fazenda que oferecia educação agrícola para mulheres. Foi uma das fundadoras do "Ginásio Hebraico" em Jerusalém e continuou sendo uma ativista trabalhista. Também atuou na organização paramilitar Haganah e organizou a aliá clandestina de imigrantes pela Síria e Líbano .
Seu filho, Eli, morreu em março de 1948 em Beit Keshet durante a guerra civil no Mandato da Palestina.
Depois da fundação do Estado de Israel, ela atuou na absorção de imigrantes de países árabes.
Em 1952, seu marido foi nomeado presidente de Israel. Como primeira-dama de Israel, ela abria a casa do presidente para pessoas de todos os estratos da sociedade israelense. Durante esse período, escreveu sobre educação e defesa e escreveu uma autobiografia chamada Nós somos Olim (אנו עולים / anu olim), que foi publicada em 1961.
Em 1978, Ben-Zvi recebeu o Prêmio Israel por sua contribuição especial à sociedade e ao Estado de Israel. Ela morreu em 16 de novembro de 1979.